# Světový den marihuany

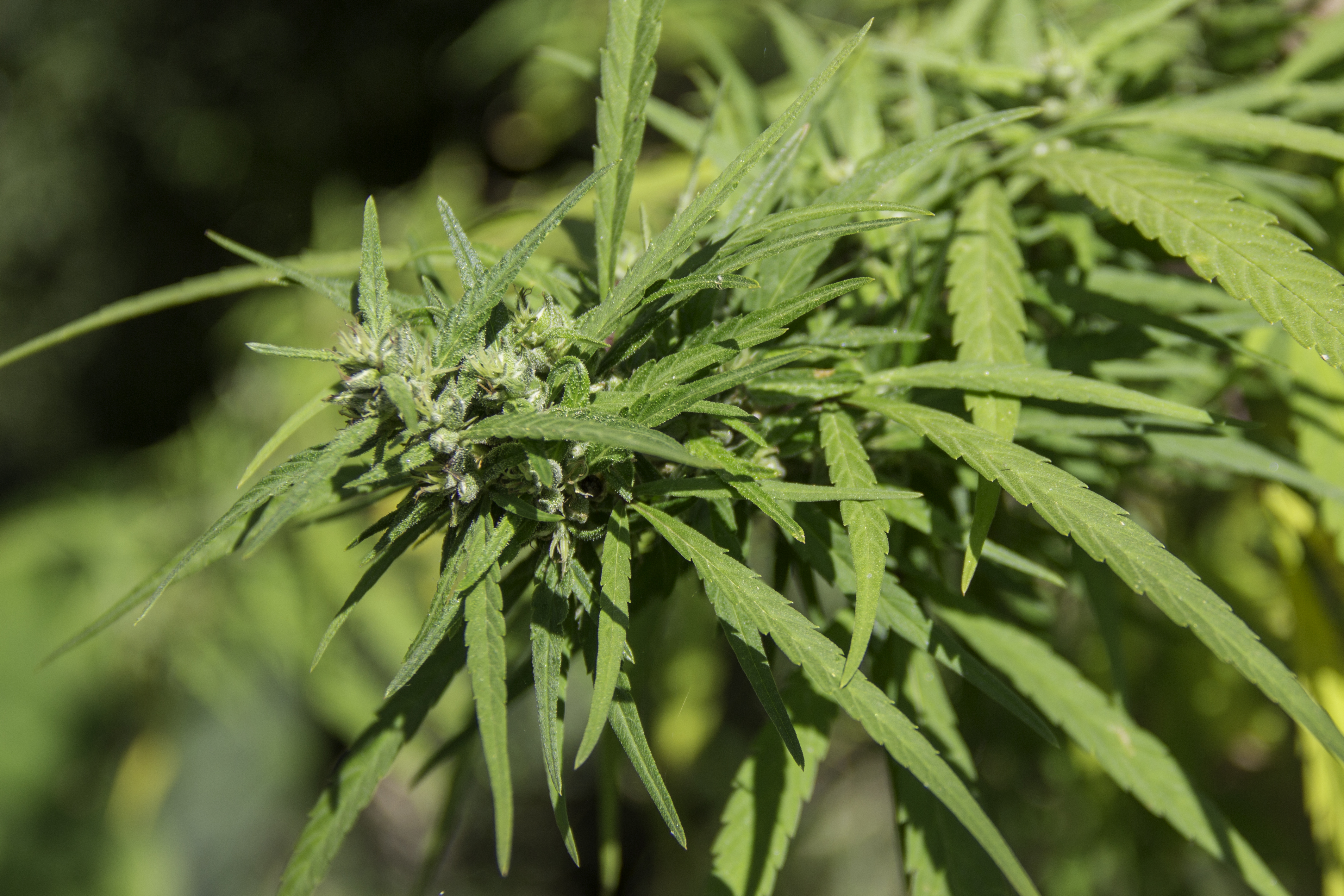
Rostlina konopí setého

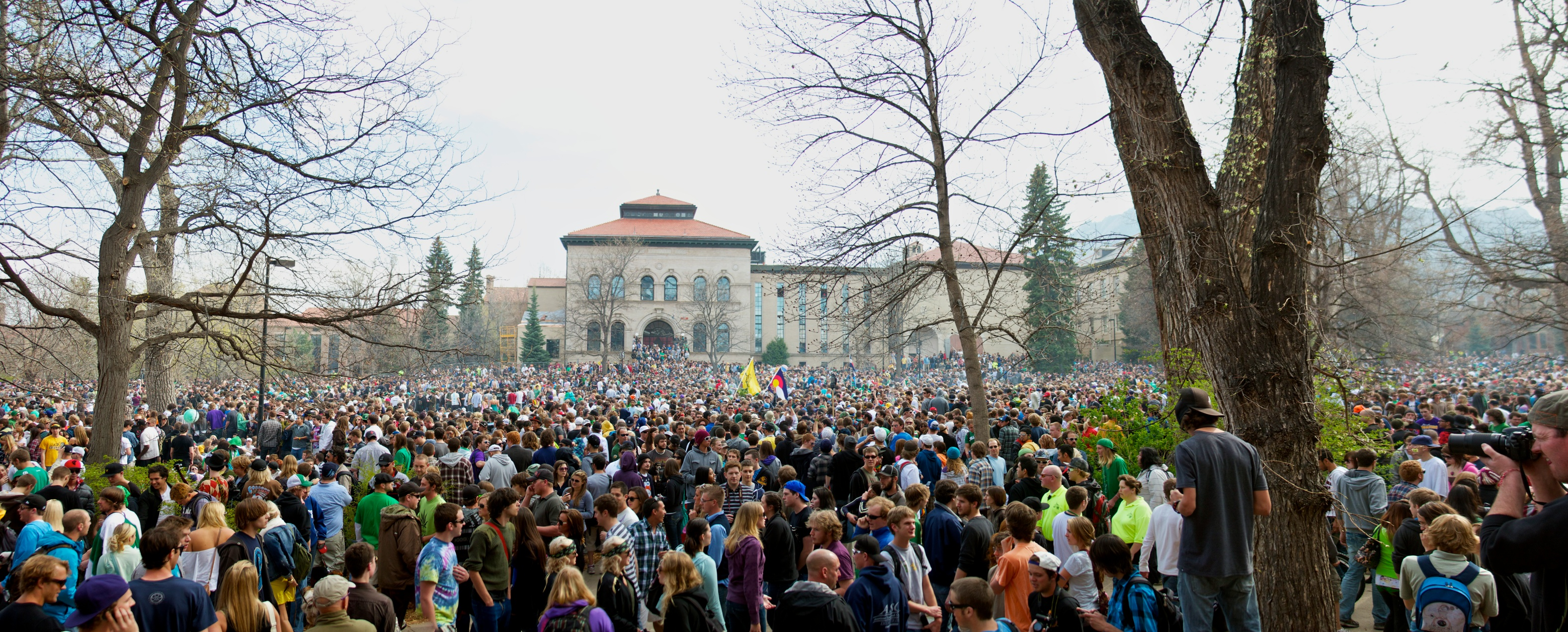
Pokojný protest za legalizaci konopí na kampusu Coloradské univerzity v Boulderu

Světový den marihuany je slaven každý rok 20. dubna (4/20) převážně ve Spojených státech amerických, ale i mnoha dalších zemích po celém světě. Mnozí studenti a mládež tento zvyk přenesli i do každodenního života a svůj kuřácký rituál si vychutnávají vždy v 16:20, tedy 4:20 PM dle amerického formátu času.

## Historie
Původ fenoménu 420 je tradičně ozdoben řadou mýtů – policejní kód pro užívání konopí, počet psychoaktivních látek v konopí nebo tradiční denní doba pro pití čaje v Holandsku.
Pravda je však taková, že celý kult 4/20 vznikl díky pěti studentům v kalifornském San Rafael v roce 1971. Skupinka si říkala Waldos, kvůli zdi, za kterou se pravidelně scházeli na jointa. V době sklizně pětice obdržela tip od člena kalifornské Pobřežní stráže, který se dále nechtěl starat o své ilegální pole s konopím. Přesnou lokaci místa ale policista ze strachu zatajil a poskytl přátelům jen indicie. Waldos zakreslili mapu a vznikla úmluva – každé odpoledne ve 4:20 se budou scházet v kampusu pod sochou Louise Pasteura, aby podnikli hon za svým pokladem. Jeden z Waldos, Steve, vzpomíná: „Každý den jsme se naskládali do maličkého Chevy 66' Impala, jezdili křížem krážem okolím, hledali to pole a kouřili moc, moc trávy. Nikdy jsme ho nenašli, ale heslo zůstalo. Kdykoli se řeklo: ‚wanna 420?‘, každý věděl, o co jde.“
Přestože poklad zůstal neodhalen, Waldos dali vzniknout novodobé tradici. Jejich tajné heslo sjednotilo miliony příznivců THC, aby každý rok oslavili svou neřest hromadným pokuřováním a zábavou. Řada amerických univerzit pořádá v tento den kulturní festivaly a aktivisté si často volí 20. duben pro demonstrace za dekriminalizaci konopí.